# Palazzo Benci
Il Palazzo Benci, o Mannelli Riccardi, è un edificio storico di Firenze, situato in piazza Madonna degli Aldobrandini 4. 

## Storia
Il palazzo sorge dove erano in antico alcune case dei Giotti e una casa grande di proprietà della famiglia Gori, acquistate da Niccolò Benci di Sanna nel 1469 la cui famiglia, tuttavia, promosse la riunificazione della proprietà solo nella seconda metà del Cinquecento (presumibilmente negli anni settanta), conferendo all'edificio i caratteri odierni. 
Agli inizi del Seicento la proprietà passò ai Guasconi, quindi, nel 1689, ai Cattani (dal 1771 Cattani Cavalcanti). Questi, tra la fine del Seicento e i primi del Settecento fecero eseguire diverse trasformazioni, ampliando l'edificio sui lati grazie all'acquisto di due costruzioni limitrofe già di proprietà degli stessi Guasconi. Parallelamente furono rinnovate le decorazioni ad affresco e stucco degli ambienti di rappresentanza al piano nobile, e realizzate due alcove, una al terreno e una al piano superiore. 
All'estinzione della famiglia, nel 1891, il palazzo passò per via ereditaria ai marchesi Mannelli Galilei Riccardi. 
Il fronte, con le sue pitture murali, è stato restaurato nel 1954 e, più recentemente, tra il 1989 e il 1990. Il palazzo appare nell'elenco redatto nel 1901 dalla Direzione Generale delle Antichità e Belle Arti, quale edificio monumentale da considerare patrimonio artistico nazionale.

## Descrizione
Il palazzo presenta un fronte dai chiari caratteri cinquecenteschi, contrassegnato, sul portone, da un busto marmoreo del granduca Francesco I de' Medici, di Giovanni Bandini detto Giovanni dell'Opera, poggiante su una mensola con iscrizioni (trascritte da Francesco Bigazzi) sorretta da due teste di ariete. Secondo un cronista dell'epoca fu una forma di ringraziamento più che altro verso sua moglie Bianca Cappello, che aveva fatto ottenere un non precisato incarico a un componente della famiglia.
La facciata, nella sua porzione centrale di cinque assi (gli assi laterali sono infatti da considerare come detto aggiunta posteriore), dal primo piano al cornicione, è dipinta con allegorie che, già reputate opera di Bernardino Poccetti, sono state ricondotte a un pittore della cerchia di Alessandro Allori, databili al 1575, con al centro l'arme dei Benci. Un'attribuzione più recente lega questi affreschi al nome di Giovanni Maria Butteri, del quale restano alcune tavolette con le Virtù - identiche a quelle della facciata - nel Museo civico di Prato.
La datazione è desumibile da quanto riportato da Agostino Lapini nel suo Diario Fiorentino dal 1552 al 1596, che appunto annota al 1575 lo scoprimento di questa come di altre facciate dipinte, precisando "che fu la più bella di tutte". Anton Francesco Grazzini invece, autore di più poemi sulle decorazioni delle facciate fiorentine del '75, giudicò la più bella quella del palazzo del Circolo dell'Unione (già palazzo Corsi, oggi perduta), criticando invece la oscurità delle allegorie dipinte sulla facciata di Palazzo Benci.
Così la segnala Guido Carocci dalle pagine del suo Illustratore fiorentino del 1915: "Il palazzo conserva ancora queste pitture e per quanto le intemperie le abbiano deteriorate, pure appariscono d'un insieme armonioso ed elegante. Chi fosse il pittore che le eseguì non si conosce, ne è facile determinarlo, perché in quel tempo fiorivano a Firenze affreschisti valentissimi che su per giù non differivano troppo per lo stile gli uni dagli altri. Sulla facciata sono grottesche figure umane, ornati di vario genere, mentre nel centro campeggia lo stemma coi due leoni affrontati della famiglia Benci che era padrona del palazzo e che ordinò coteste decorazioni. Dal Settimanni si sa che tali dipinti vennero scoperti nel giugno del 1575 e che vennero molto ammirati per la loro bellezza".

## Bibliografia

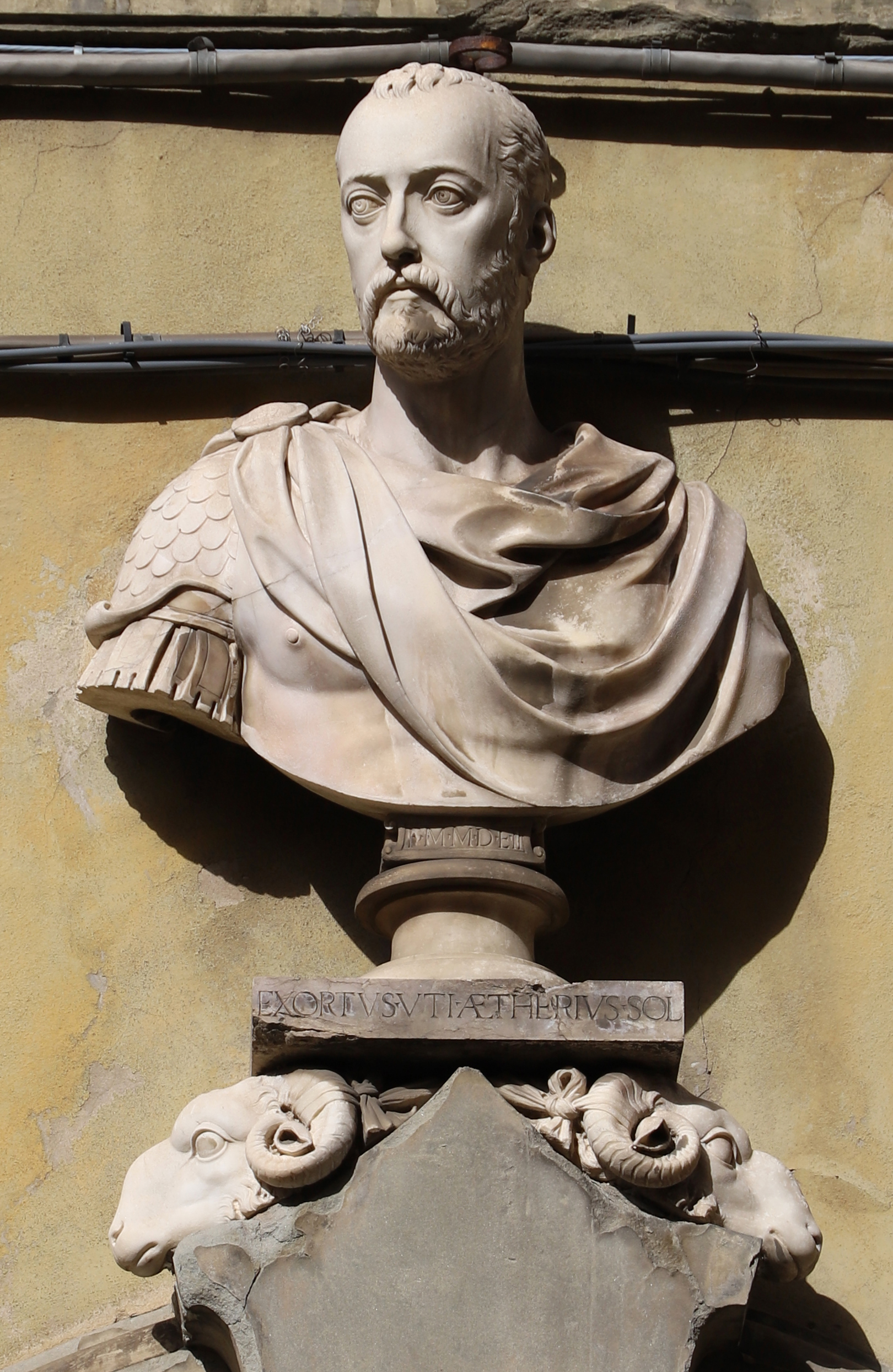
Il busto di Francesco I de' Medici